# Bihoro (Hokkaidō)
Bihoro (美幌町, Bihoro-chō) est un bourg du district d'Abashiri, situé dans la sous-préfecture d'Okhotsk, sur l'île de Hokkaidō, au Japon.

## Géographie

### Situation
Bihoro est situé dans le nord-est de l'île de Hokkaidō.

### Municipalités limitrophes
| Kitami   | Ōzora    | Ōzora     |
| Kitami   | Bihoro   | Koshimizu |
| Tsubetsu | Tsubetsu | Teshikaga |

### Démographie
Au 31 décembre 2014, la population de Bihoro s'élevait à 20 848 habitants répartis sur une superficie de 438,36 km2. En septembre 2024, elle était de 17 490 habitants.

## Histoire
Le village de Bihoro est fondé en 1915. Il acquiert le statut de bourg en 1923 après l'intégration d'une partie du village voisin de Tsubetsu.

## Culture locale et patrimoine

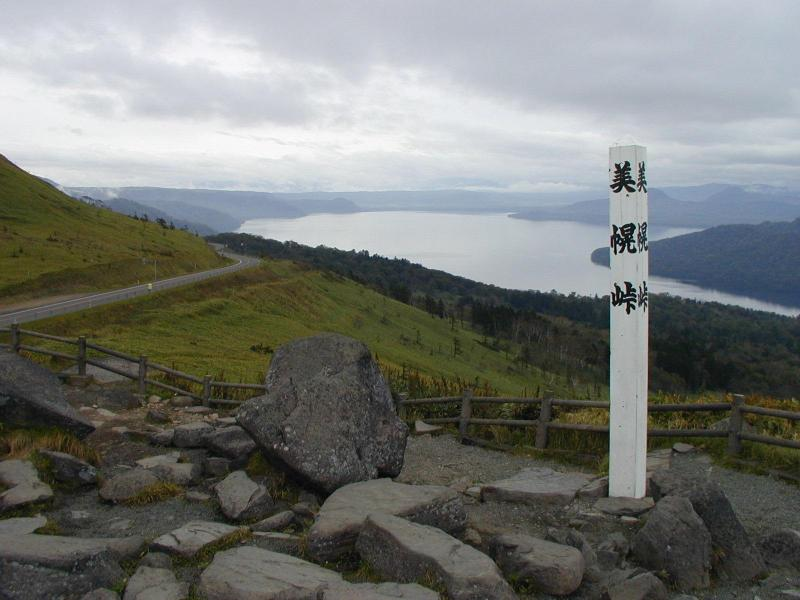
Vue sur le lac Kussharo du col de Bihoro.

Le col de Bihoro est connu pour la vaste vue qu'il offre sur le lac Kussharo, un lac de cratère dans le parc national d'Akan.

## Transports
Bihoro est desservi par la ligne principale Sekihoku de la JR Hokkaido à la gare de Bihoro.

## Jumelages
- Cambridge (Nouvelle-Zélande)